# Lovcen nationalpark
Lovcen nationalpark är en nationalpark i Montenegro. Den ligger i den sydvästra delen av landet, 40 km väster om huvudstaden Podgorica. Lovcen nationalpark ligger 1 504 meter över havet.
Klimatet i området är tempererat. Årsmedeltemperaturen i trakten är 11 °C. Den varmaste månaden är juli, då medeltemperaturen är 22 °C, och den kallaste är december, med 1 °C. Genomsnittlig årsnederbörd är 2 819 millimeter. Den regnigaste månaden är januari, med i genomsnitt 403 mm nederbörd, och den torraste är augusti, med 70 mm nederbörd.